# Wages of War
Wages of War là một game thuộc thể loại chiến thuật và chiến lược theo lượt được phát triển bởi studio Random Games của Mỹ và được New World Computing và 3DO phát hành cho Microsoft Windows.

## Lối chơi
Wages of War chơi dưới dạng chiến đấu theo lượt, cấp độ đội nhóm, trong đó người chơi cử lính đánh thuê thực hiện các nhiệm vụ nguy hiểm.

## Đón nhận
Tạp chí Next Generation đã đánh giá phiên bản arcade của trò chơi, đánh giá nó hai trong số năm sao và nói rằng "Wages of War có những khoảnh khắc của nó, nhưng nhìn chung nó là một tựa game trung bình bổ sung một chút mà giao diện Windows 95 cho thể loại theo lượt, chiến đấu cấp tiểu đội."

## Đánh giá
- Computer Gaming World #153 (Tháng 4 năm 1997)
- GameSpot - ngày 19 tháng 12 năm 1996
- Pelit - Tháng 2 năm 1997
- PC Player (Đức) - Tháng 12 năm 1996